# Julio Bidart
Julio Bidart y Neveu (* junio de 1894, Ciudad de México, México – † 14 de agosto de 1936, Guadalajara, Jalisco, México), fue un futbolista mexicano que jugaba en la posición de delantero, ya sea como centro delantero o como ala derecha. Jugó para el Club Deportivo Guadalajara toda su carrera.

## Biografía
Nace en la Ciudad de México en el año de 1894, siendo hijo del matrimonio formado por Domingo Bidart (Dominico Bidart), quien era originario de la aldea de Certamussat, Francia, y Elena Neveu (Helene Neveu).
Fue miembro fundador del Club Deportivo Guadalajara y fue jugador de éste hasta el año de 1921, participando con el equipo de fútbol en la Liga Amateur de Jalisco. Con posterioridad ocupó puestos como directivo dentro de la misma institución rojiblanca.
Se caracterizó por ser un hombre solitario y poco comunicativo, sin embargo era muy organizado, cuidadoso y detallista. Vivía en la calle López Cotilla número 1274 de la Colonia Reforma en Guadalajara, Jalisco.
Murió el día 14 de agosto de 1936 a la edad de 42 años, en ese entonces le sobrevivió su viuda Maria del Refugio Figueroa.